# Rezerwat przyrody Jodłowice
Rezerwat przyrody Jodłowice – leśny rezerwat przyrody w województwie dolnośląskim położony w gminach: Oborniki Śląskie (powiat trzebnicki) oraz Brzeg Dolny (powiat wołowski), w pobliżu wsi Jodłowice. Został utworzony w 1958 roku i zajmuje powierzchnię 9,36 ha (akt powołujący podawał 9,66 ha).
Znajduje się tam najbardziej na północ wysunięte stanowisko jodły pospolitej w środowisku naturalnym. Oprócz tego godne uwagi są: głaz narzutowy (pomnik przyrody) oraz gniazdo bociana czarnego.
Obszar rezerwatu jest objęty ochroną czynną.

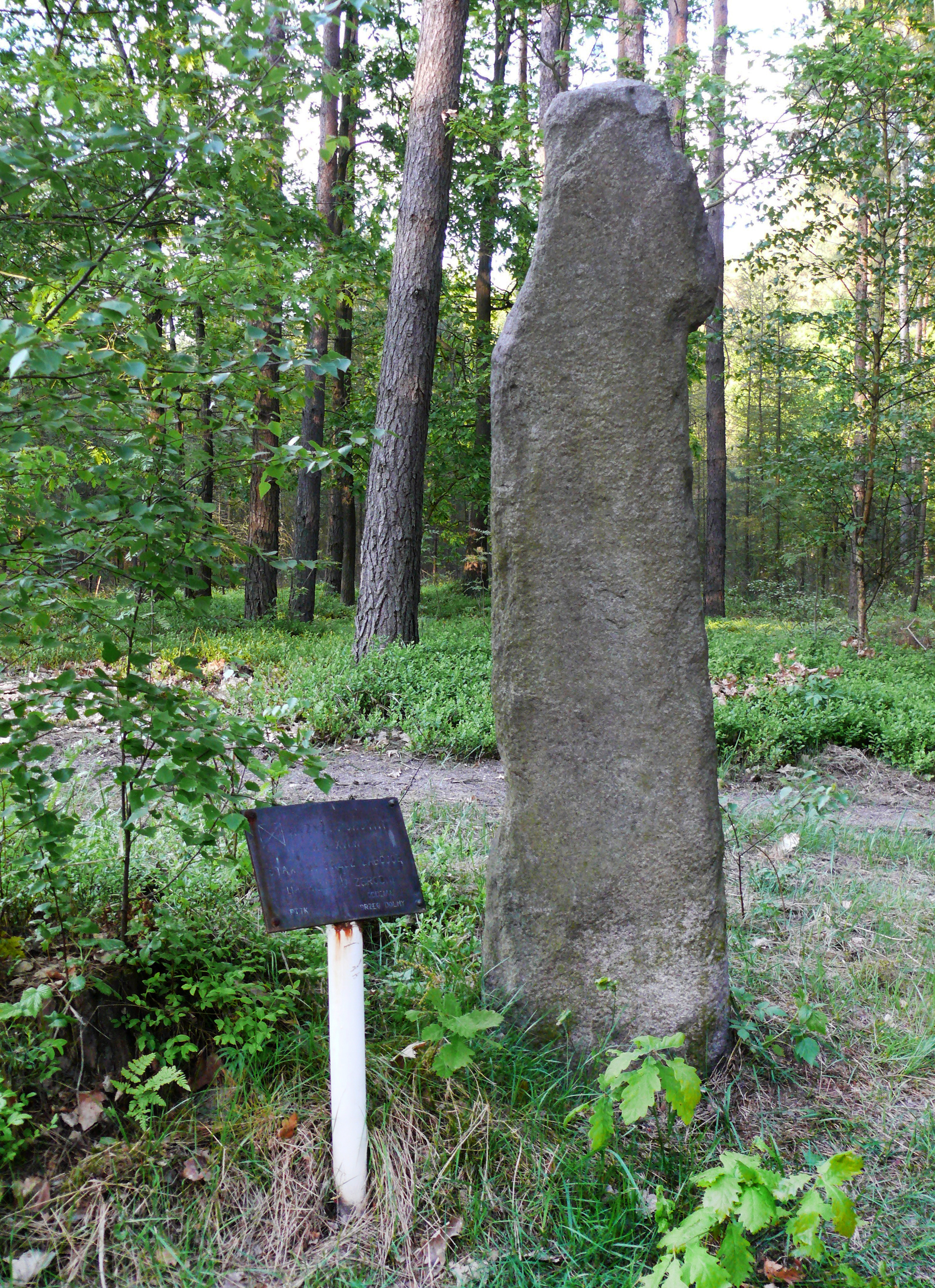
Krzyż kamienny (wysokość ok. 2 m)

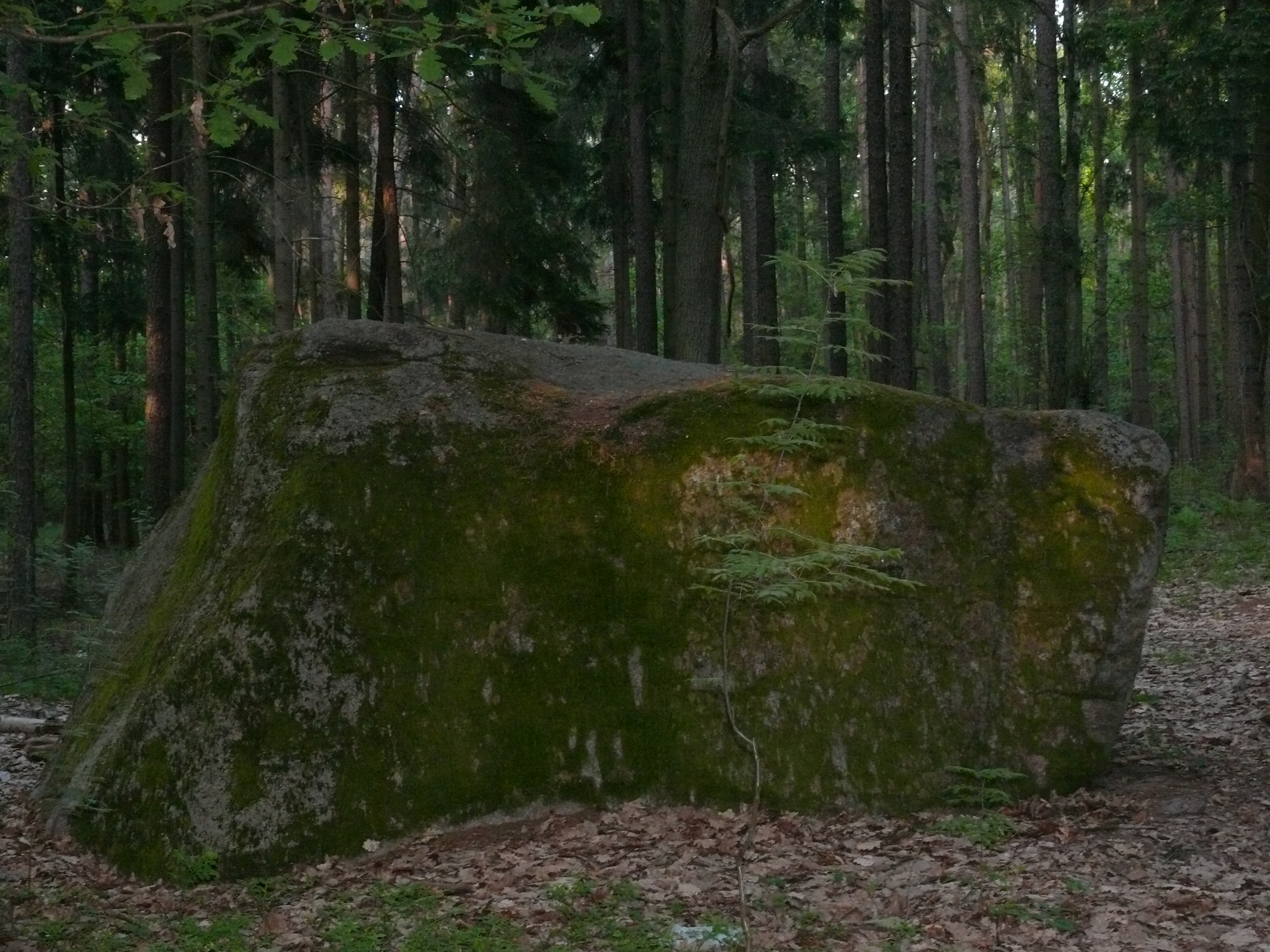
Głaz narzutowy – jego węższa strona (wysokość ok. 1,7 m)

Ciekawym zabytkiem jest kamienny krzyż, być może średniowieczny. Określany jest on często jako tzw. krzyż pokutny, co jednak nie ma podstaw w żadnych  dowodach ani badaniach, a jest oparte jedynie na nieuprawnionym założeniu, że wszystkie stare kamienne krzyże monolitowe, o których nic nie wiadomo,  są krzyżami pokutnymi, chociaż w  rzeczywistości powód fundacji takiego krzyża może być różnoraki, tak jak każdego innego krzyża. Niestety hipoteza ta stała się na tyle popularna, że zaczęła być odbierana jako fakt i pojawiać się w lokalnych opracowaniach, informatorach czy przewodnikach jako faktyczna informacja, bez uprzedzenia, że jest to co najwyżej luźny domysł bez żadnych bezpośrednich dowodów.

## Podstawy prawne
- Zarządzenie Ministra Leśnictwa i Przemysłu Drzewnego z dnia 20 marca 1958 r. w sprawie uznania za rezerwat przyrody (M.P. z 1958 r. nr 36, poz. 204)
- Zarządzenie Ministra Leśnictwa i Przemysłu Drzewnego z dnia 1 lipca 1964 r. zmieniające zarządzenie w sprawie uznania za rezerwat przyrody (M.P. z 1964 r. nr 49, poz. 240)
- Zarządzenie Regionalnego Dyrektora Ochrony Środowiska we Wrocławiu nr 4 z dnia 28 stycznia 2011 r. w sprawie rezerwatu przyrody „Jodłowice”[3]